# Mastigodryas amarali
Mastigodryas amarali är en ormart som beskrevs av Stuart 1938. Mastigodryas amarali ingår i släktet Mastigodryas och familjen snokar. Inga underarter finns listade i Catalogue of Life.
Arten förekommer i nordöstra Venezuela, på Isla Margarita och i Trinidad och Tobago. Honor lägger ägg.